# .bi
.bi je vrhovna internetska domena (country code top-level domain - ccTLD) za Burundi. Domenom upravlja Nacionalni centar informacijske tehnologije Burundija.

## Vanjske poveznice
- IANA .bi whois informacija  Arhivirana inačica izvorne stranice od 16. svibnja 2008. (Wayback Machine)